# EMD SD45
EMD SD45는 제너럴 모터스 일렉트로-모티브 디비전에서 1965년부터 1971년까지 제작한 6축 디젤 전기 기관차이다. SD38, SD39, SD40 및 SDP40와 같은 차체 및 3,600 hp (2,680 kW)의 EMD 645E3 20기통 엔진이 장착되어 있다. 2023년 현재 대부분의 SD45는 퇴역, 고철 매각 또는 SD40-2에 맞춰 재생되었다.

## 설계
1972년 SD45-2로 개량되기 전에 미국 철도로 총 1,260대가 제작되었다. 또 SD45T-2 '터널 모터'도 제작되었다.
SD45는 초기 문제가 몇 가지 있었다. 예상대로 신뢰성이 높지 않았다. 20기통 엔진은 엔진 블록 플렉스로 인해 크랭크축이 고장나기 쉬웠다. 16-645E3의 SD40보다 600 마력 (450 kW) 더 많은 출력을 냈지만 일부 철도 회사는 EMD가 크랭크축 고장을 없애기 위해 엔진 블록을 강화한 후에도 더 많은 마력이 가치가 없다고 생각했다. 견인력이 접착력에 제한된 저속에서 SD45는 SD40보다 이점이 없었다.
구매자는 벌링턴 노던, 서던 퍼시픽, 산타 페, 펜실베이니아 철도, 그레이트 노던 철도, 유니온 퍼시픽 및 노던 퍼시픽 철도등이 있다. 상당수의 SD45가 여전히 존재하며, 일부는 16기통 645로 개조 후 리스 회사로 매각되었다.

### 서적 인용
- Foster, Gerald L. (1996). 《A Field Guide to Trains of North America》. Boston: Houghton Mifflin. ISBN 0-3957-0112-0.
- Pinkepank, Jerry. Diesel Spotters Guide 2.
- Solomon, Brian (2014). 《GE and EMD Locomotives: The Illustrated History》. Minneapolis, Minnesota: Voyageur Press. ISBN 978-0-7603-4612-9.
- Diesel Spotter's Guide, Volume 2. Kalmbach, 1994.
- White, Dr. W. J. How Diesel Electric Locomotives Operate. Peat. 1998.

### 인용
- “Railroad Accident Report – Derailment of Southern Pacific Transportation Company Freight Train on May 12, 1989, and Subsequent Rupture of Calnev Petroleum Pipeline on May 25, 1989 – San Bernardino, California” (PDF). National Transportation Safety Board. 1990년 6월 19일. 2006년 8월 3일에 확인함.